# کریستاپور باغداساریان
کریستاپور استپانی باغداساریان (ارمنی: Քրիստափոր Ստեփանի Բաղդասարյան؛  زادهٔ ۱۸ نوامبر ۱۹۰۸ - درگذشته ۱۰ مارس ۲۰۰۰) شیمی‌فیزیک‌دان، شیمی‌دان اهل ارمنستان بود.

## زندگی‌نامه
وی در ۱۸ نوامبر ۱۹۰۸ در پاریس به دنیا آمد و از دانشگاه فنی دولتی بائومن مسکو (۱۹۳۱) فارغ‌التحصیل گشت. وی عضو آکادمی علوم روسیه و آکادمی علوم اتحاد شوروی بود. وی همچنین برندهٔ جوایزی همچون نشان پرچم سرخ کار، نشان برجسته افتخار و شیمیدان شایسته فدارسیون روسیه شده است. وی در ۱۰ مارس ۲۰۰۰ در سن ۹۱ سالگی در مسکو درگذشت و در مسکو به خاک سپرده شد.

## یادداشت
1. ↑  քիմիական գիտությունների դոկտոր
2. ↑  Մոսկվայի Լ. Յա. Կարպովի անվան ֆիզքիմիական ինստիտուտ
3. ↑  ԽՍՀՄ գիտությունների ակադեմիա